# Wapen van Schermerhorn

Wapen van Schermerhorn.

Het wapen van Schermerhorn werd op 22 oktober 1817 per besluit van de Hoge Raad van Adel aan de Noord-Hollandse gemeente Schermerhorn toegekend. Na de opheffing van de gemeente op 1 augustus 1970 is het wapen van het dorp Schermerhorn komen te vervallen. De nieuw ontstane gemeente Schermer nam in het nieuwe wapen geen elementen op uit het wapen van Schermerhorn. Op 1 januari 2015 is de gemeente Schermer opgegaan in de gemeente Alkmaar, deze gemeente is het oude wapen van Alkmaar blijven gebruiken.

## Blazoenering
De blazoenering van het wapen luidt als volgt:
Van synople, beladen met een mol van sabel op een terras van natuurlijke kleur.
Het wapen is groen van kleur met daarop een mol. De mol is zwart van kleur en staat op een bruine ondergrond. Bruin is geen heraldische kleur en wordt daarom aangeduid als "natuurlijke kleur".

## Geschiedenis
Mogelijk gebruikte de gemeente Schermerhorn in de 18e eeuw een zegel met daarop een schild staande tussen twee leeuwen en op het schild nog een aanziende (naar heraldisch rechts kijkende) leeuw. Ook zou het schild gedekt zijn door een markiezenkroon.
Het wapen kan gezien worden als een sprekend wapen, omdat de bewoners van Schermerhorn ook wel Wroeters genoemd werden. Volgens een volksverhaal kregen zij deze bijnaam naar aanleiding van een geschil met de bewoners van Oosthuizen.